# Stade de Copet
Het Stade de Copet is een multifunctioneel stadion in Vevey, een stad in Zwitserland. 
Het stadion wordt vooral gebruikt voor voetbalwedstrijden, de voetbalclub FC Vevey United maakt gebruik van dit stadion. In het stadion is plaats voor 3.900 toeschouwers. Het stadion werd geopend in 2011.